# Art Institute of Chicago
Art Institute of Chicago är ett konstmuseum i Chicago i USA, beläget i parken Grant Park nära Michigansjön. 
Art Institute of Chicago har bland världens mest kända samlingar av impressionismens och postimpressionismens konst. Den innefattar även äldre mästares verk, europeisk och amerikansk dekorativ konst, asiatisk konst och modern och samtida konst. Det är det näst största konstmuseet i USA efter Metropolitan Museum of Art i New York.
Museet är kopplat till konsthögskolan School of the Art Institute of Chicago, grundad 1866. 

## Bildgalleri

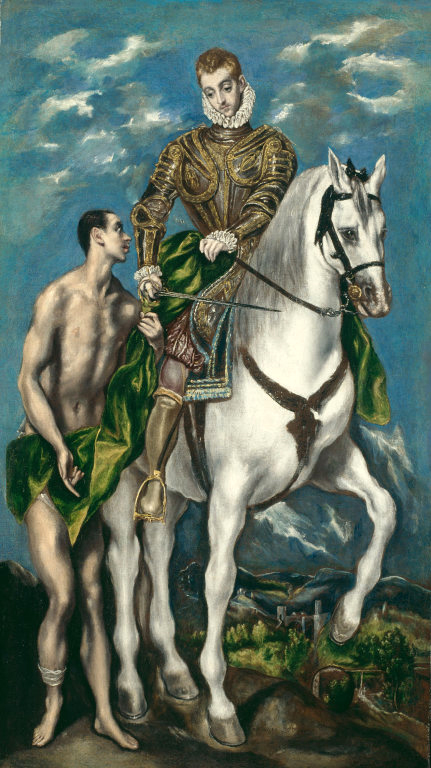
El Greco, Sankt Martinus och tiggaren, omkring 1597–1600.
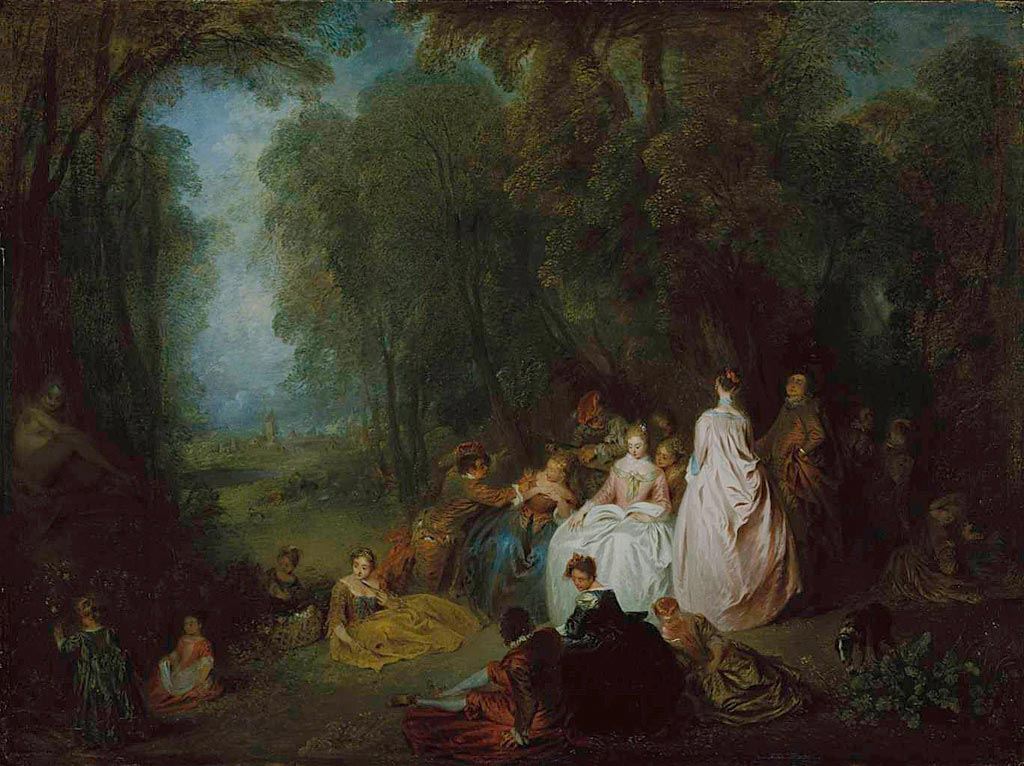
Antoine Watteau, Fest på landet 1718–21.
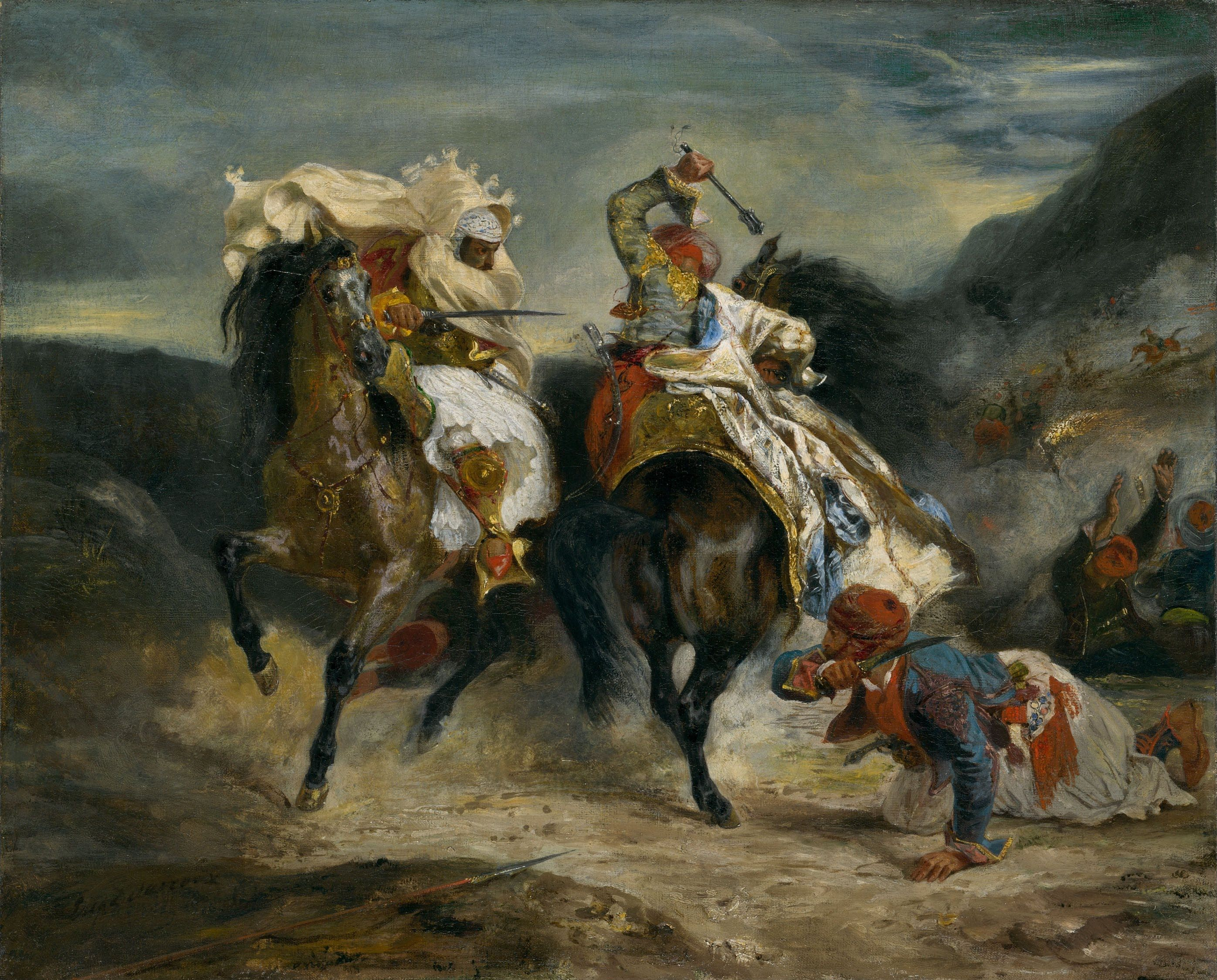
Eugène Delacroix, Kampen mellan Giaour och Hassan, 1826.
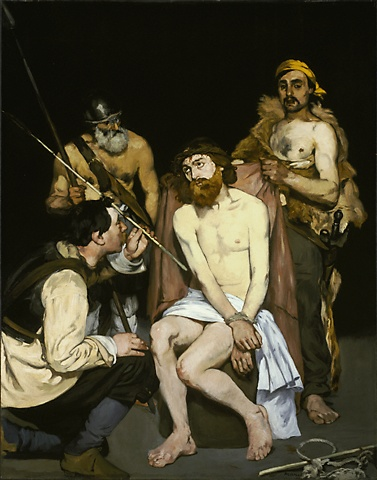
Édouard Manet, Jesus retad av soldaterna, 1864–65.
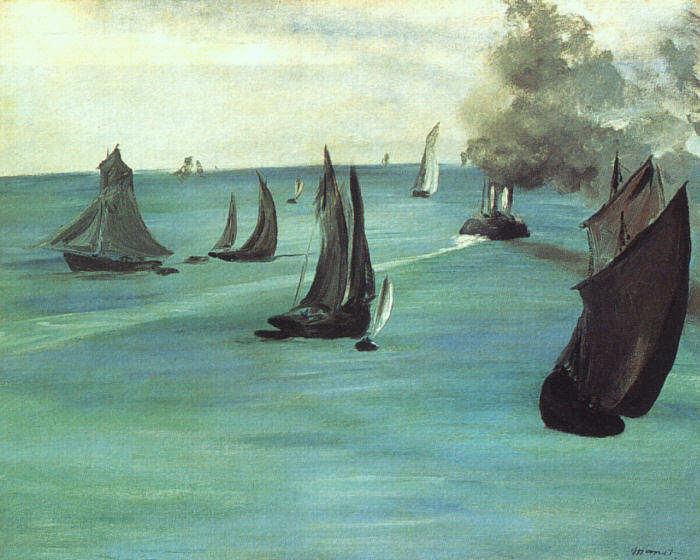
Édouard Manet, Vid havet i lugnt väder, 1864–65.
Édouard Manet, Filosofen, 1864–67.
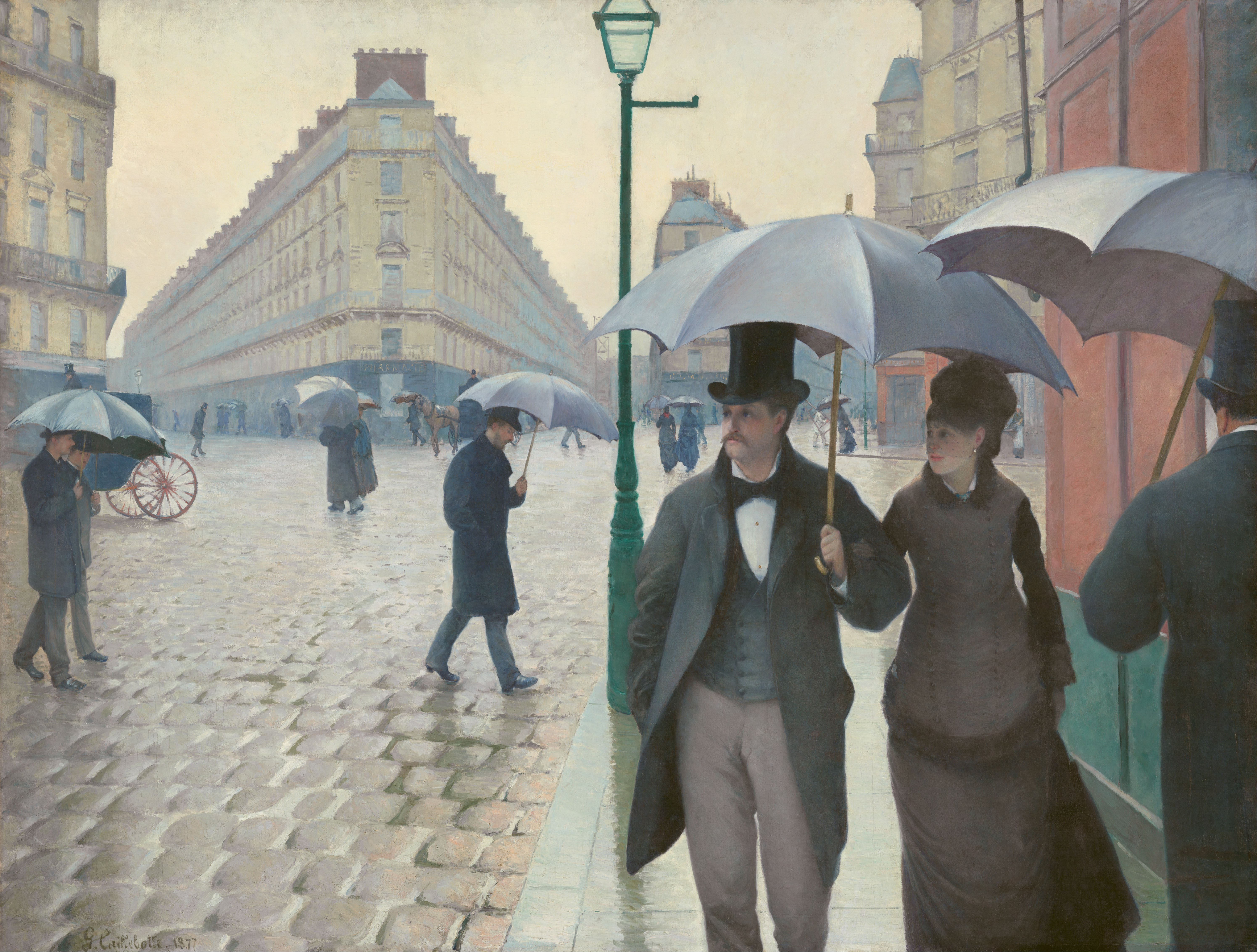
Gustave Caillebotte, Parisgata i regn, 1876–77.
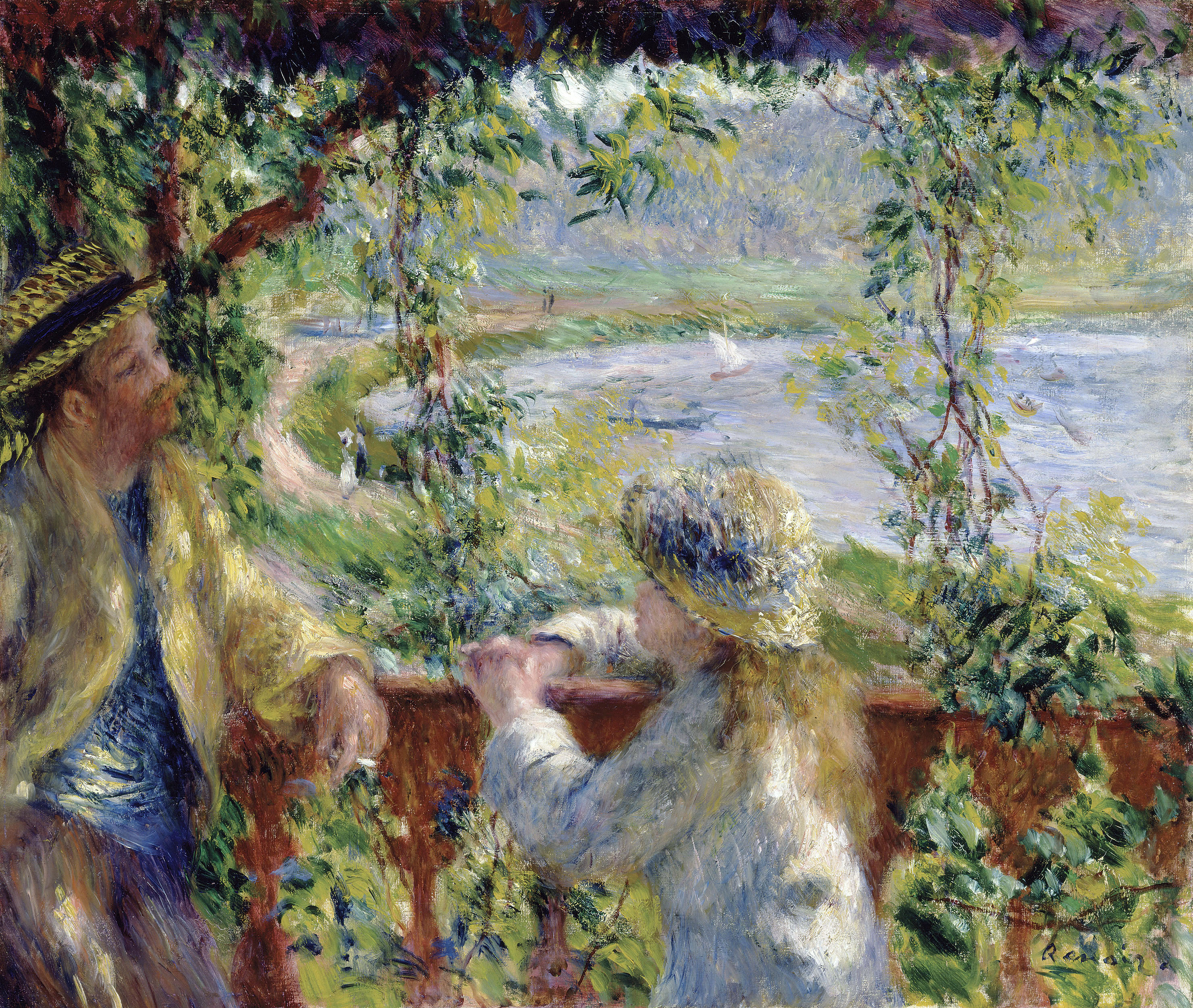
Pierre-Auguste Renoir, Vid vattenet, 1880.
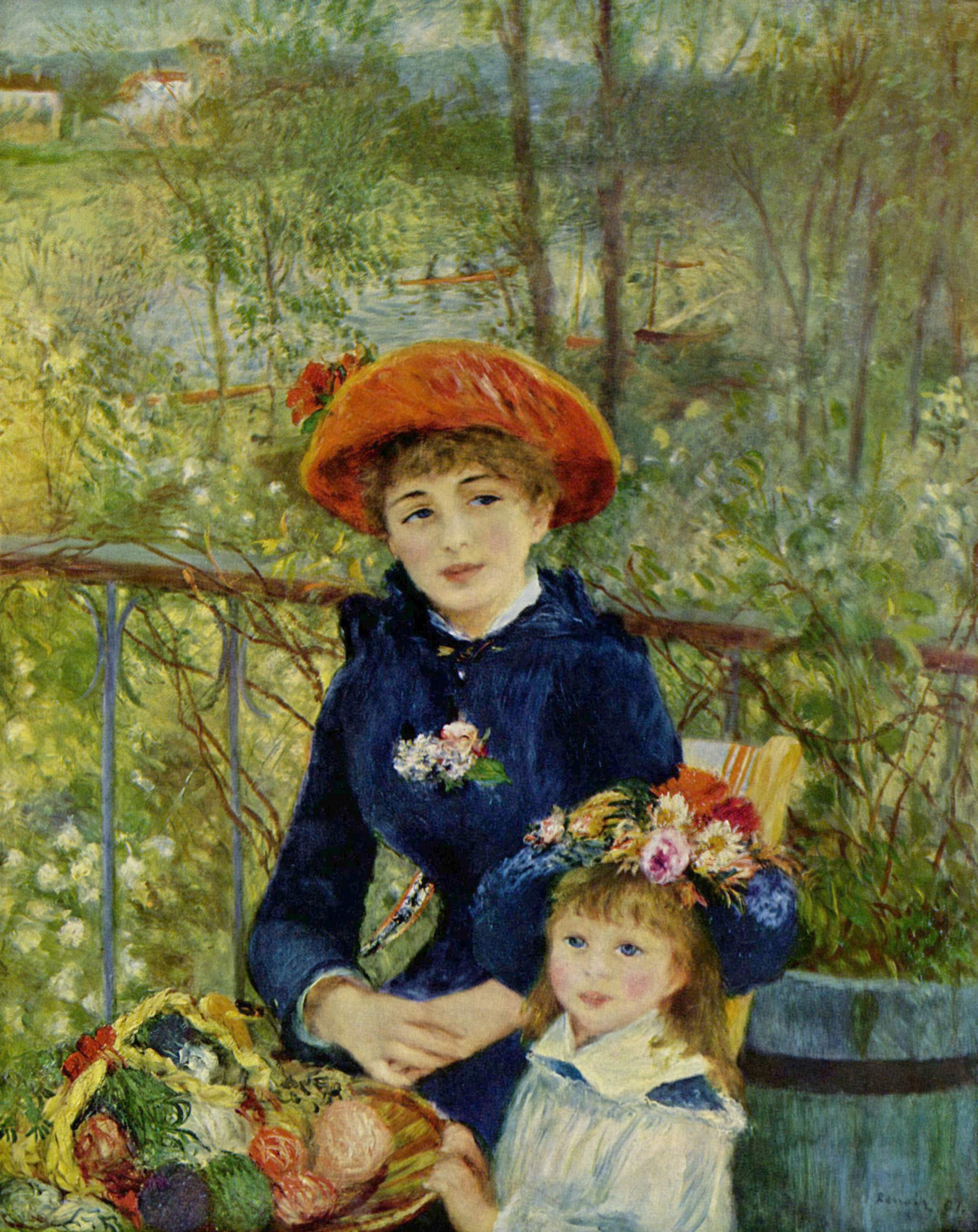
Pierre-Auguste Renoir, Två systrar, 1881.
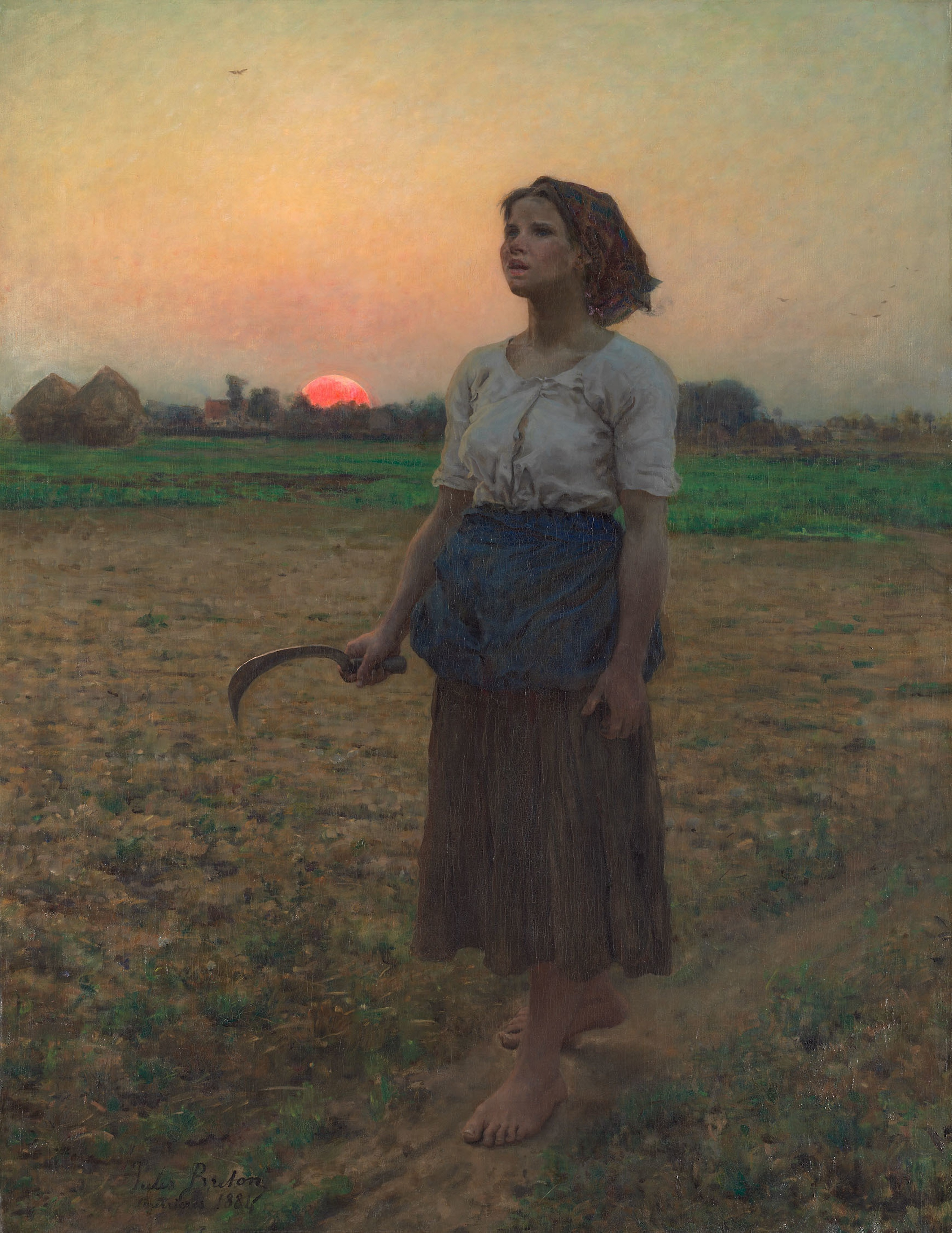
Jules Breton, Lärkans sång, 1884.
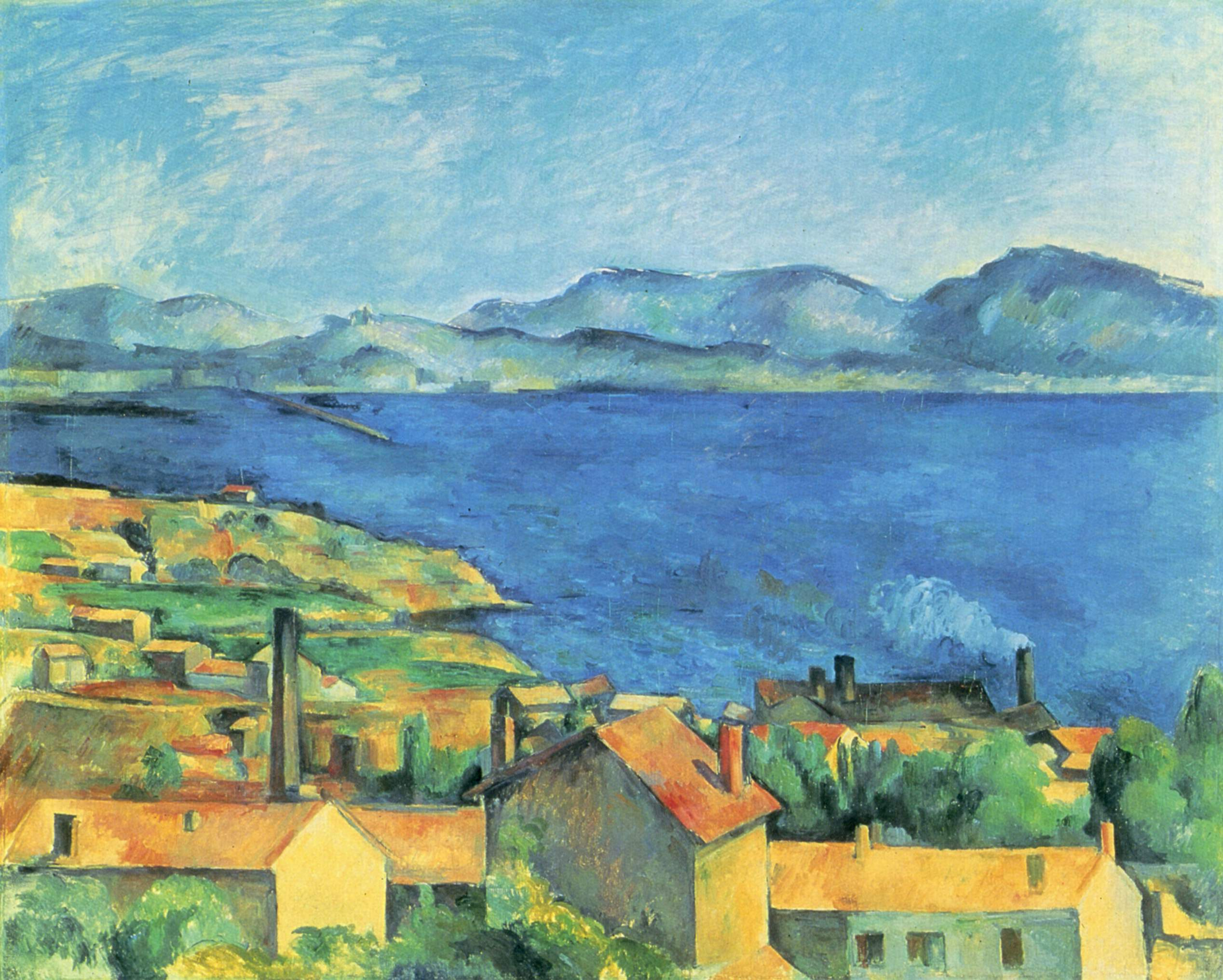
Paul Cézanne, Marseillebukten, vy från L'Estaque, 1885.
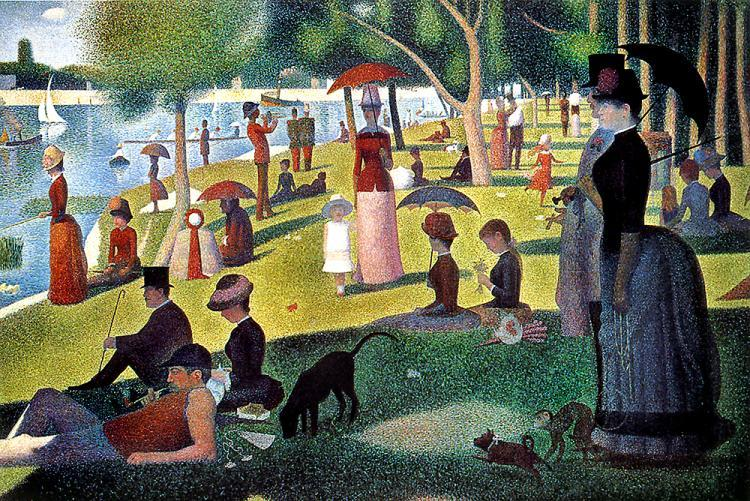
Georges-Pierre Seurat, En söndagseftermiddag på ön La Grande Jatte 1884–86.
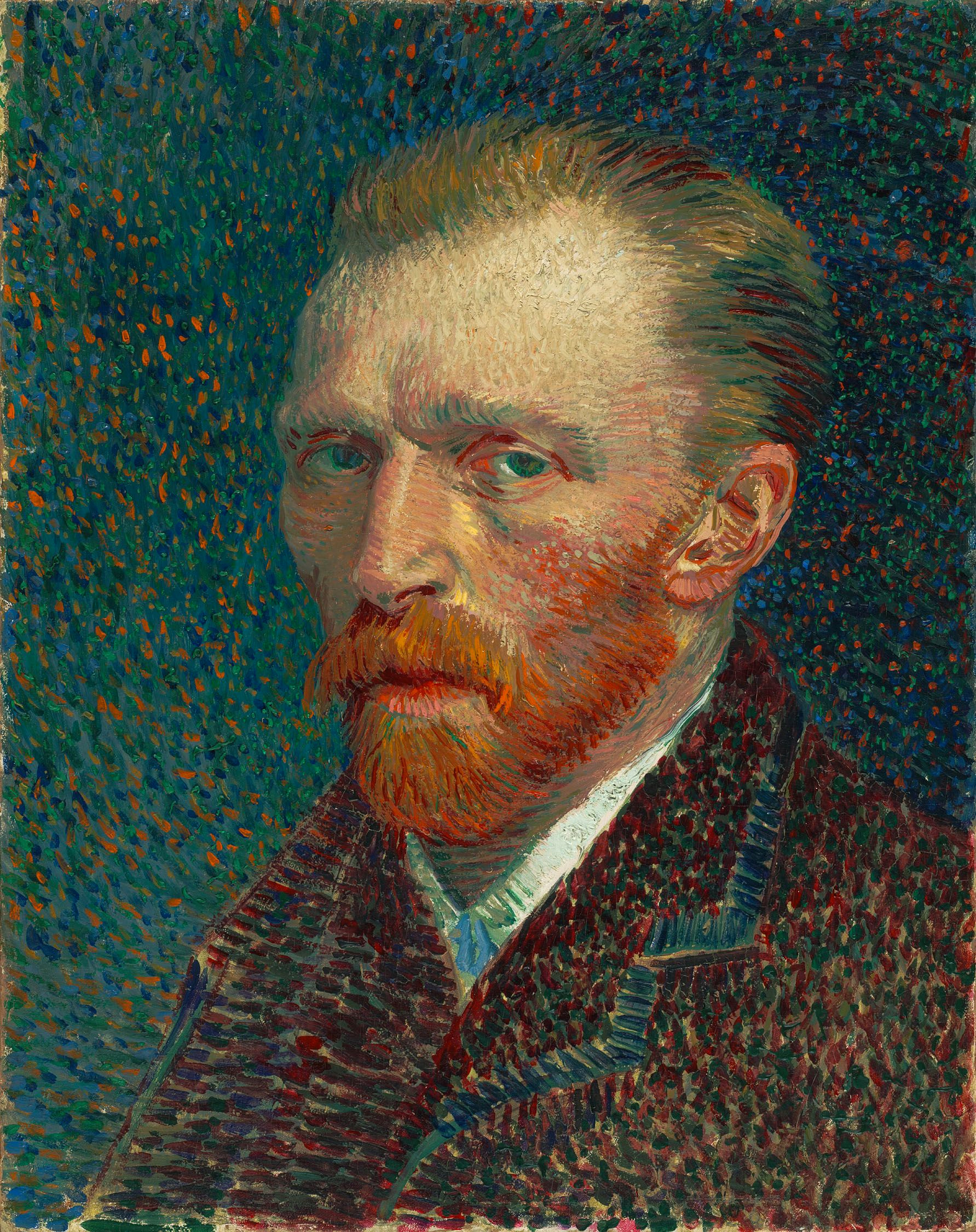
Vincent van Gogh, Självporträtt, 1887.
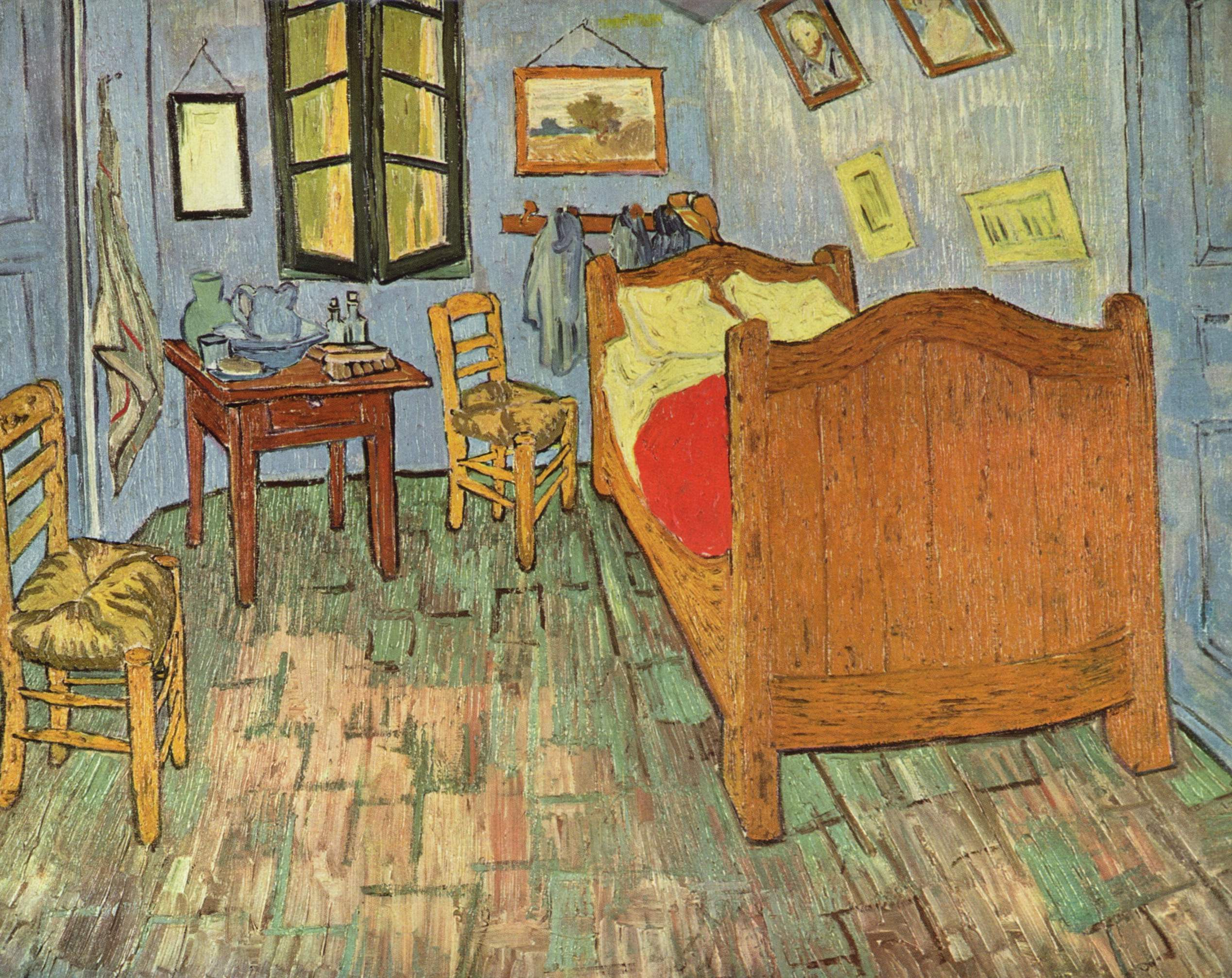
Vincent van Gogh, Sovrum i Arles, 1888.
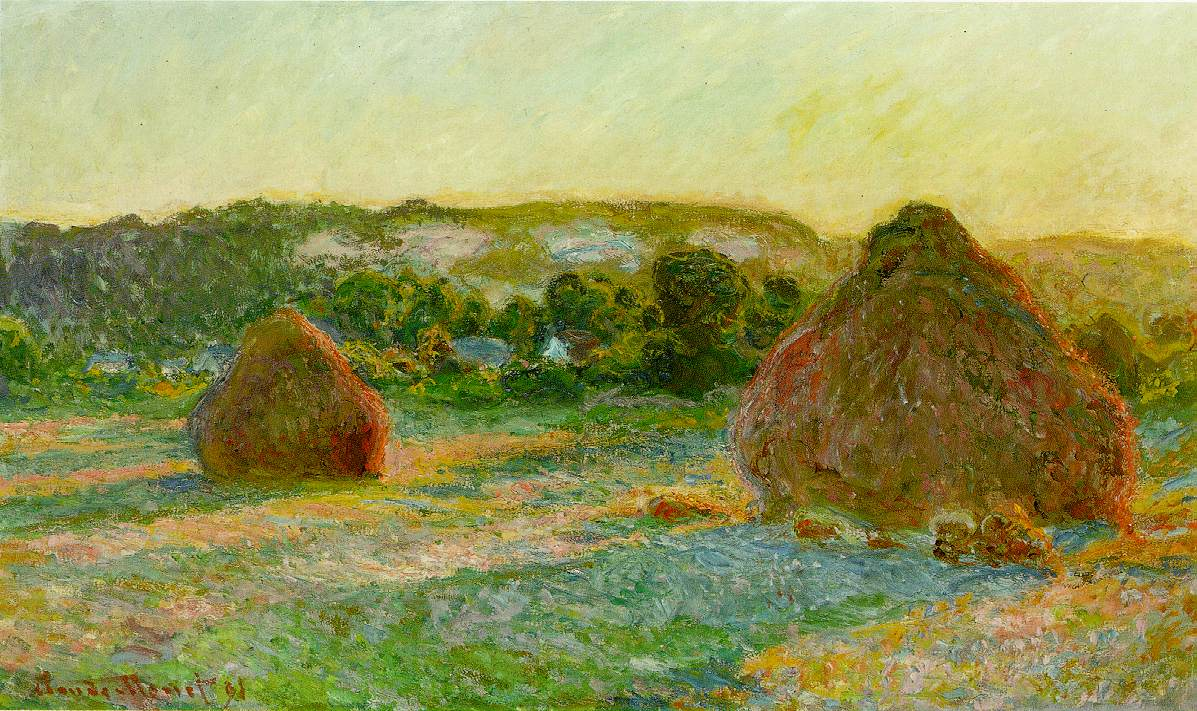
Claude Monet, Höstackar, 1890–91.
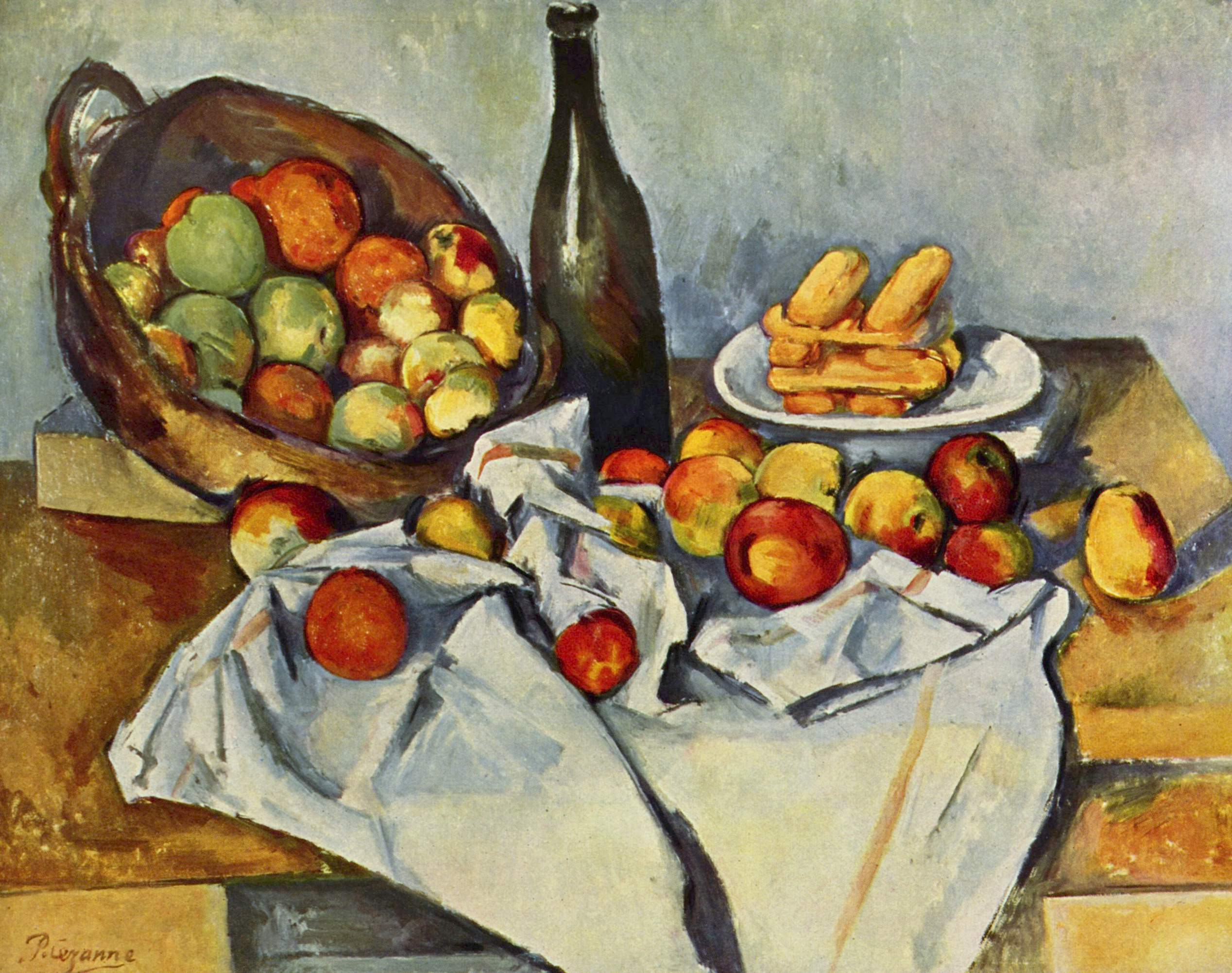
Paul Cézanne, Äpplekorgen, omkring 1890.
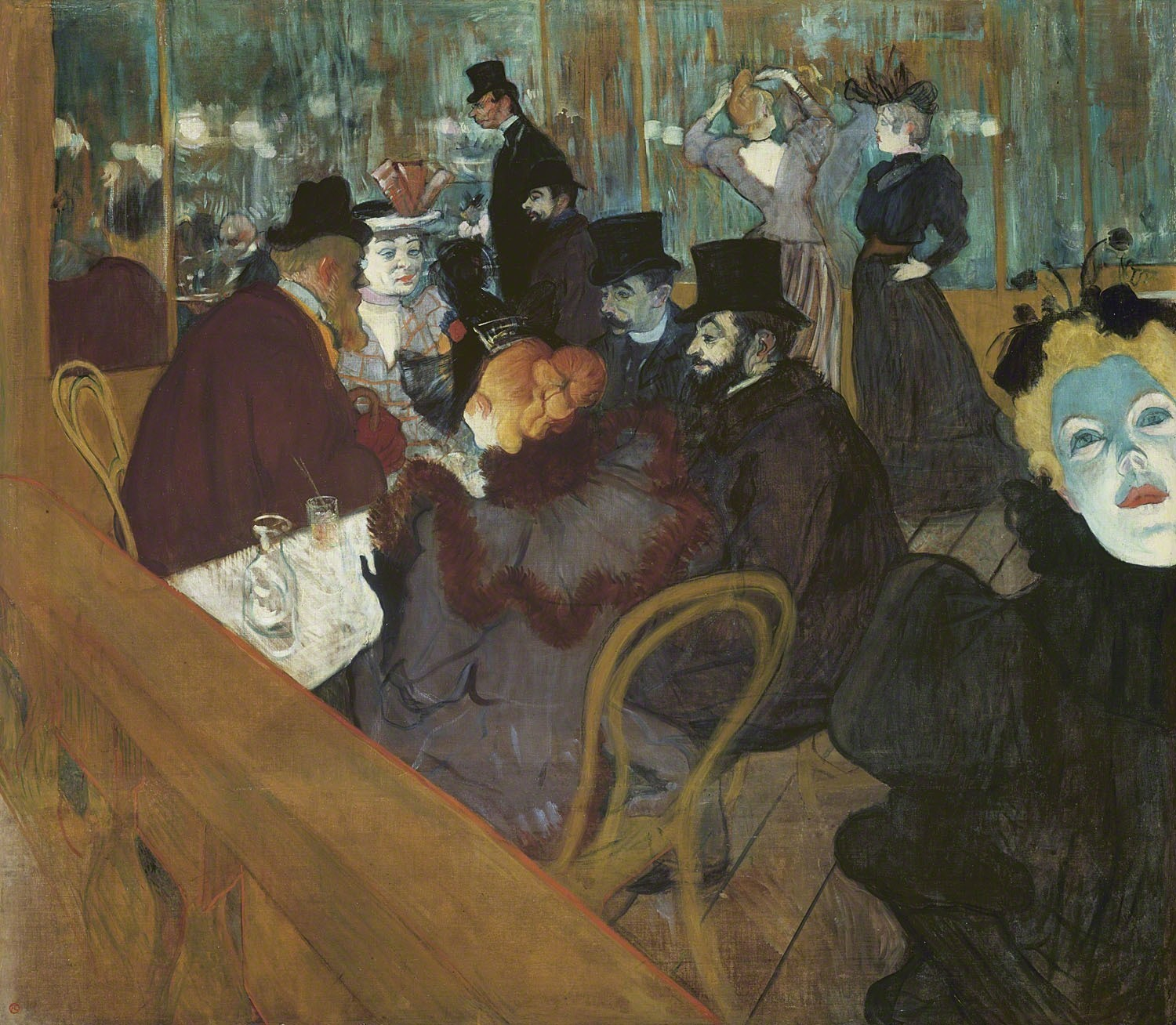
Henri de Toulouse-Lautrec, Moulin Rouge, 1892.
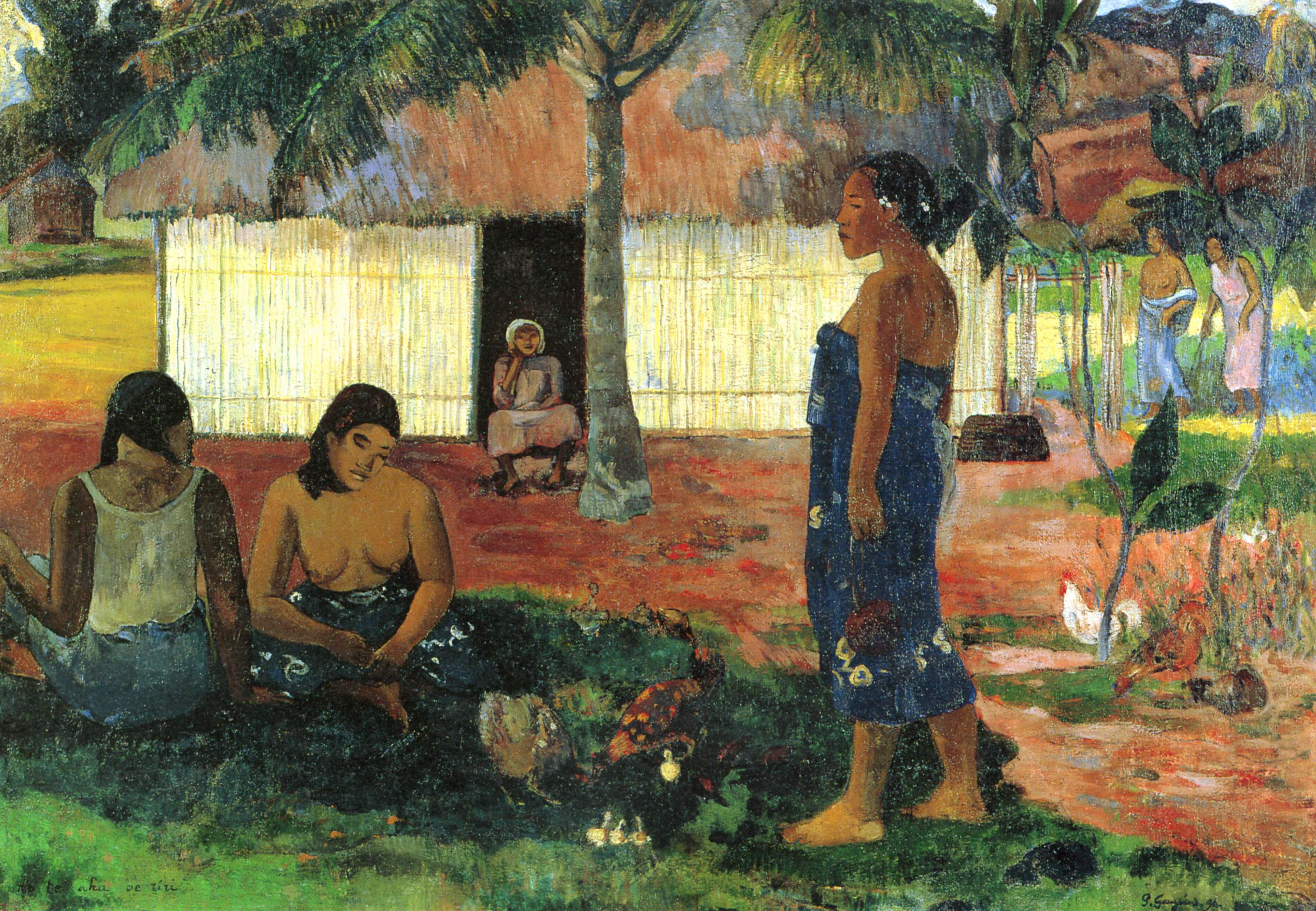
Paul Gauguin, Varför är du arg? (No te aha oe Riri), 1896.
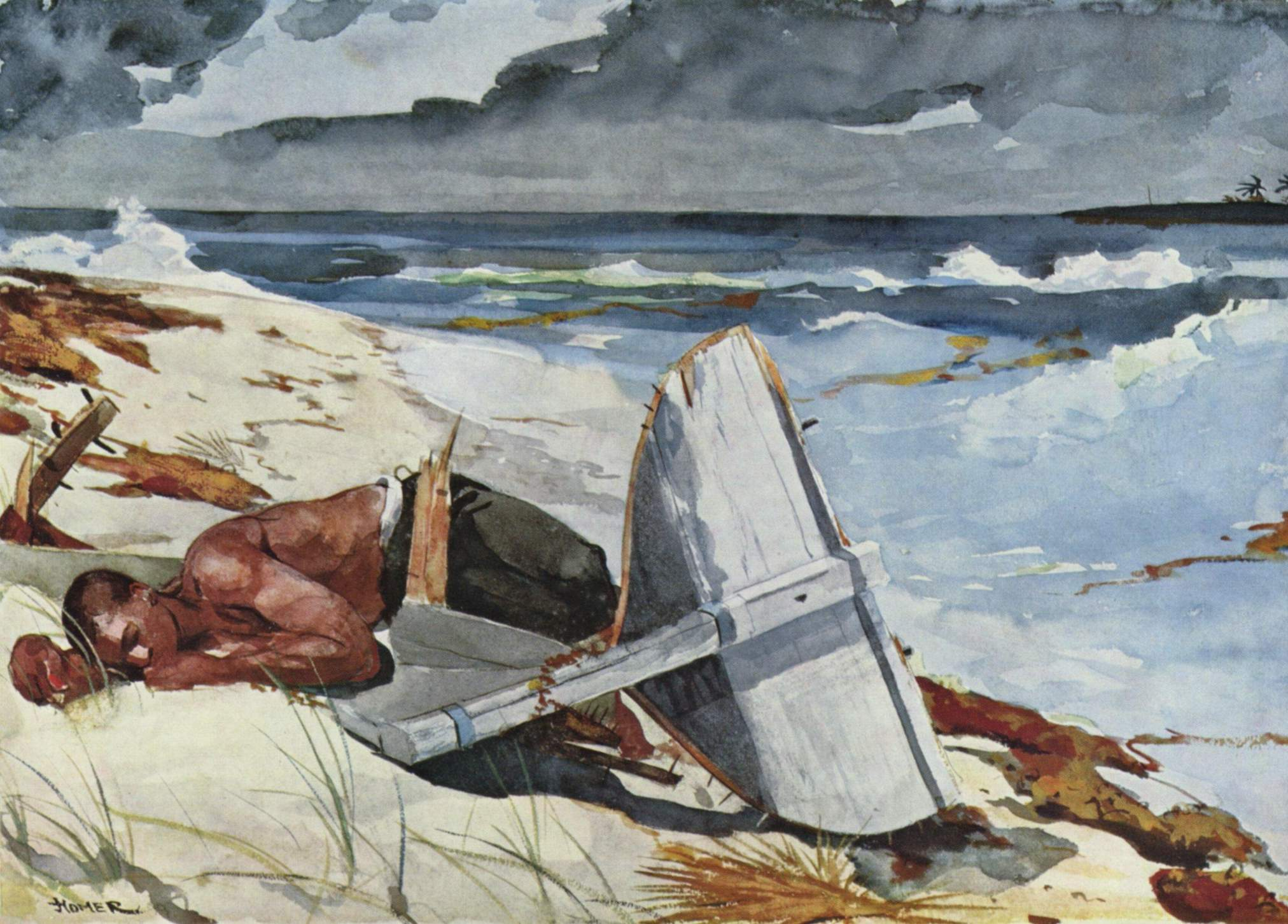
Winslow Homer, After the Hurricane, 1899.
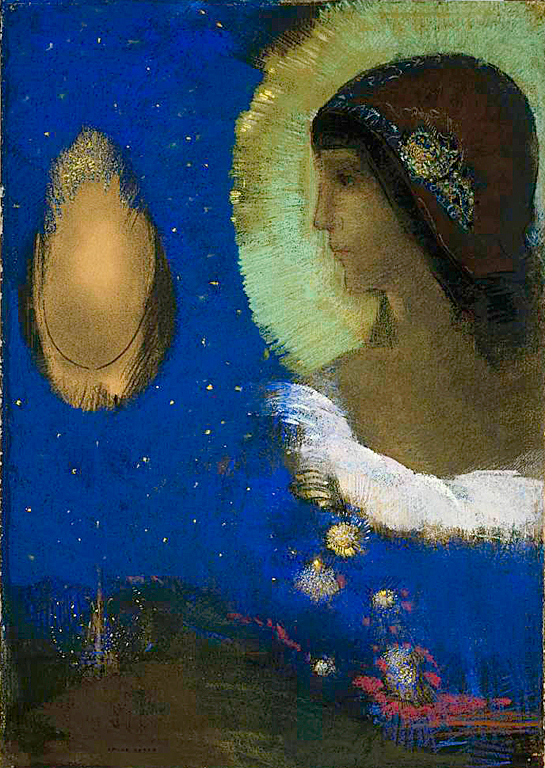
Odilon Redon, Sita, 1903.
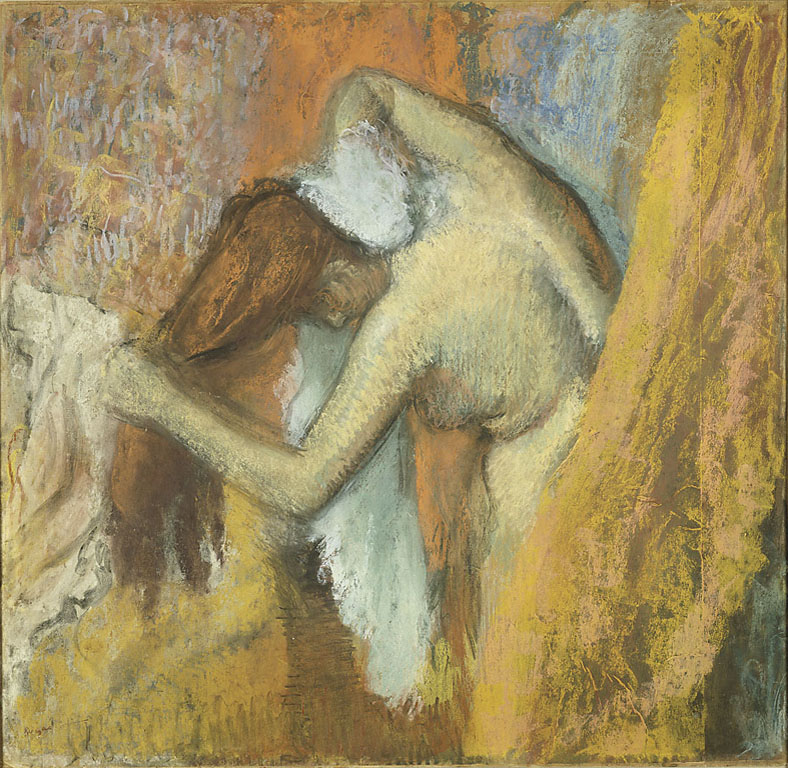
Edgar Degas, Kvinna vid toalettbordet, 1900–05.
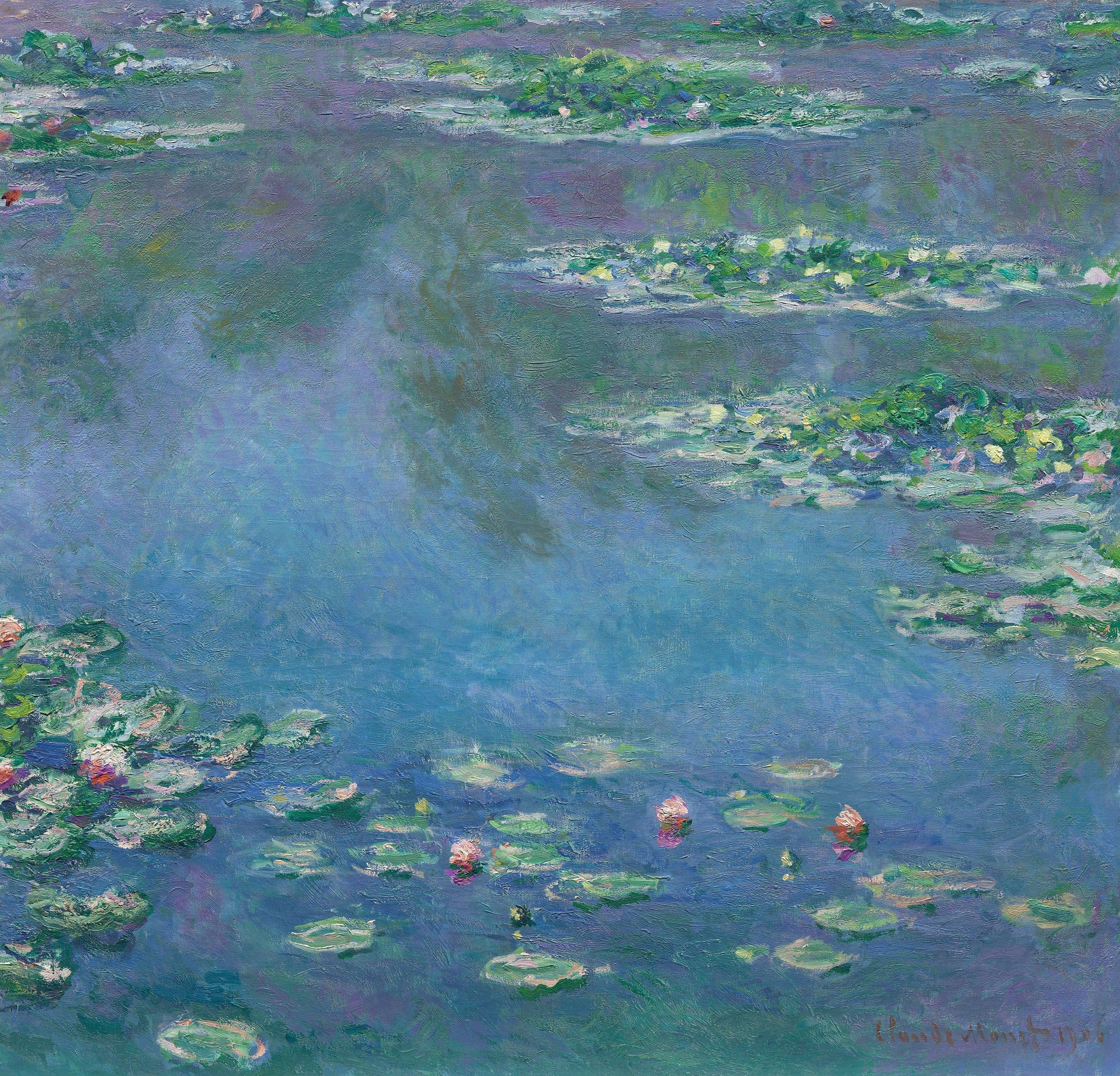
Claude Monet, Näckrosor, 1906.
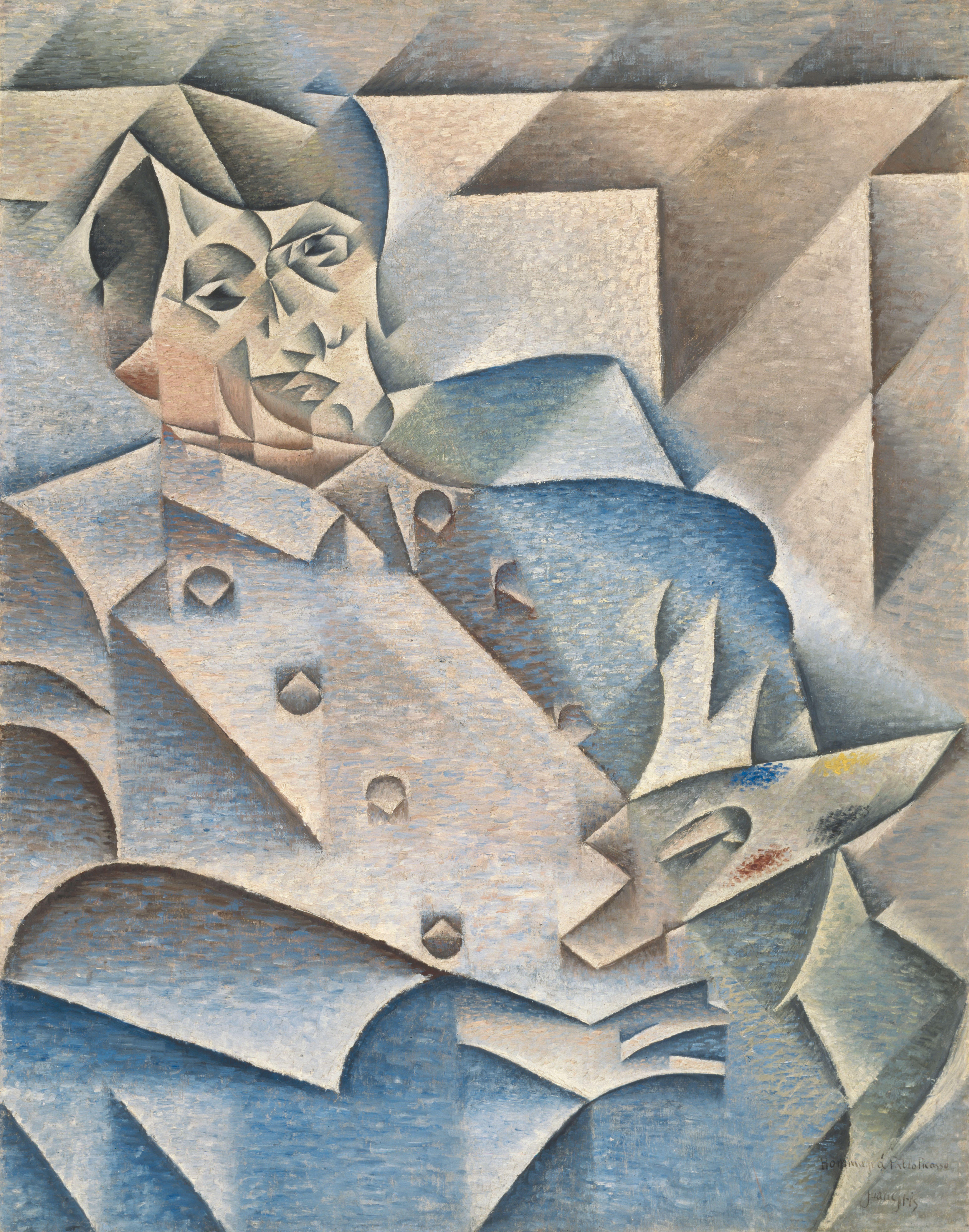
Juan Gris, Porträtt av Picasso, 1912.
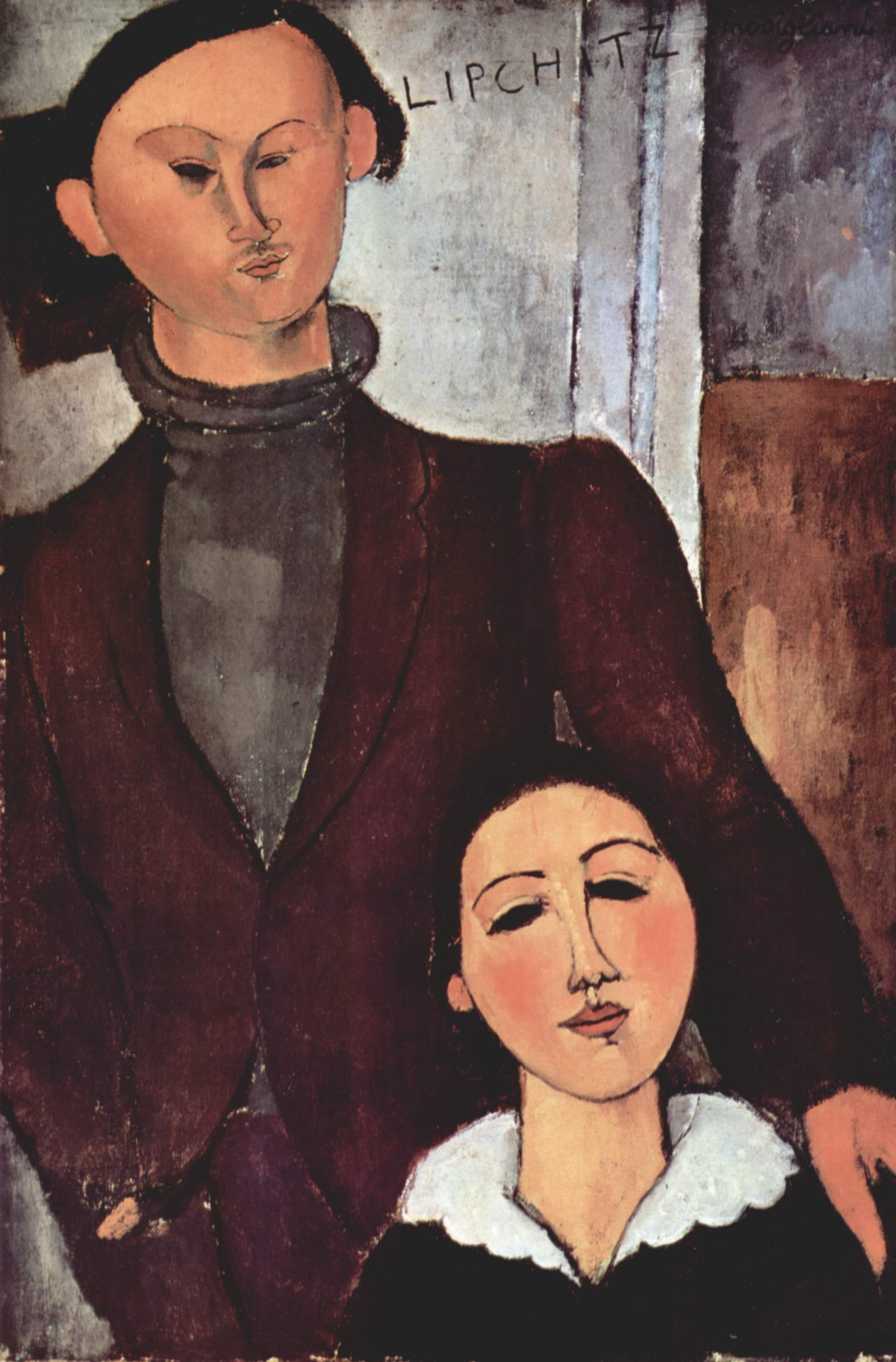
Amedeo Modigliani, Jacques och Berthe Lipchitz, 1916.
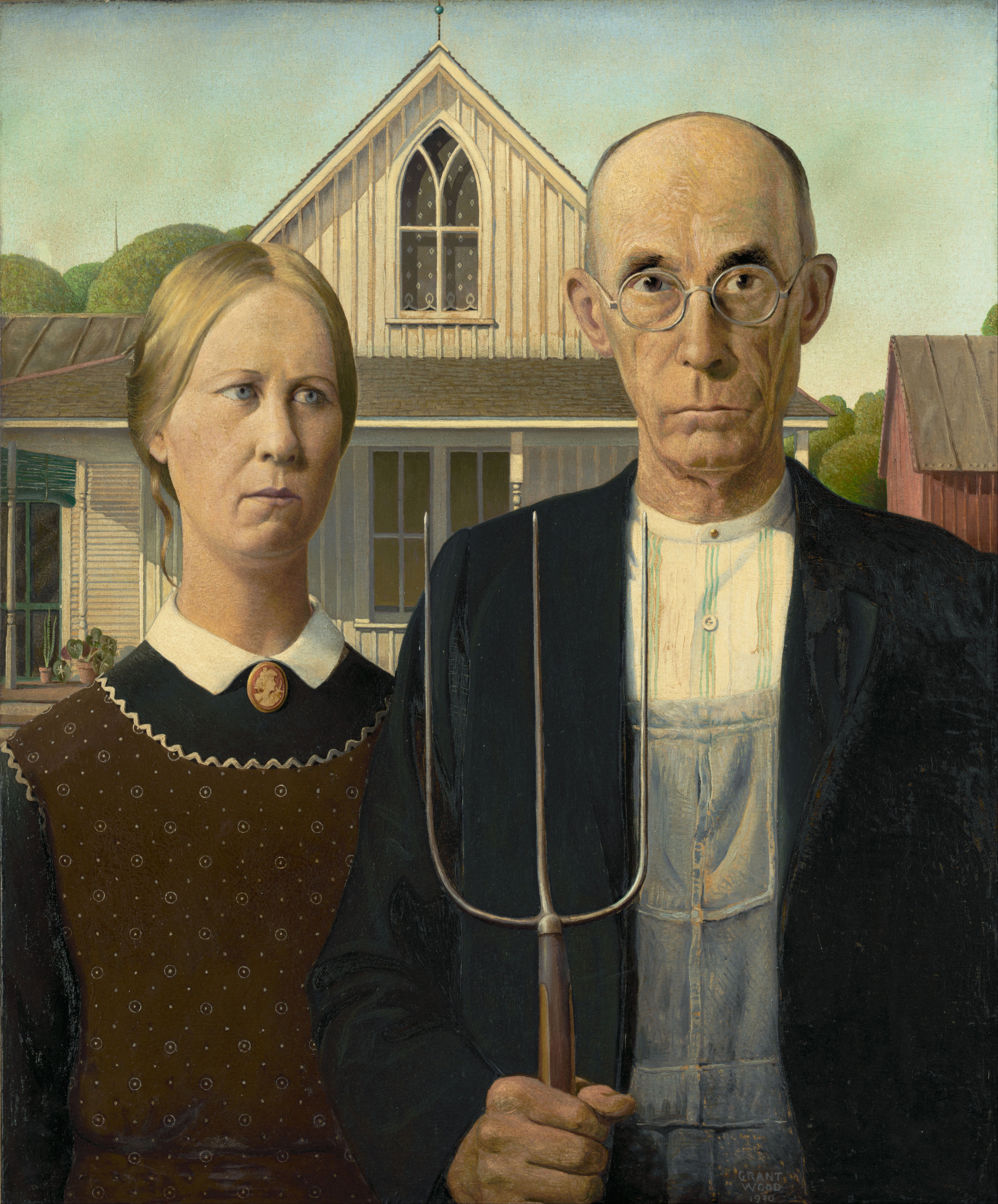
Grant Wood, American Gothic 1930.
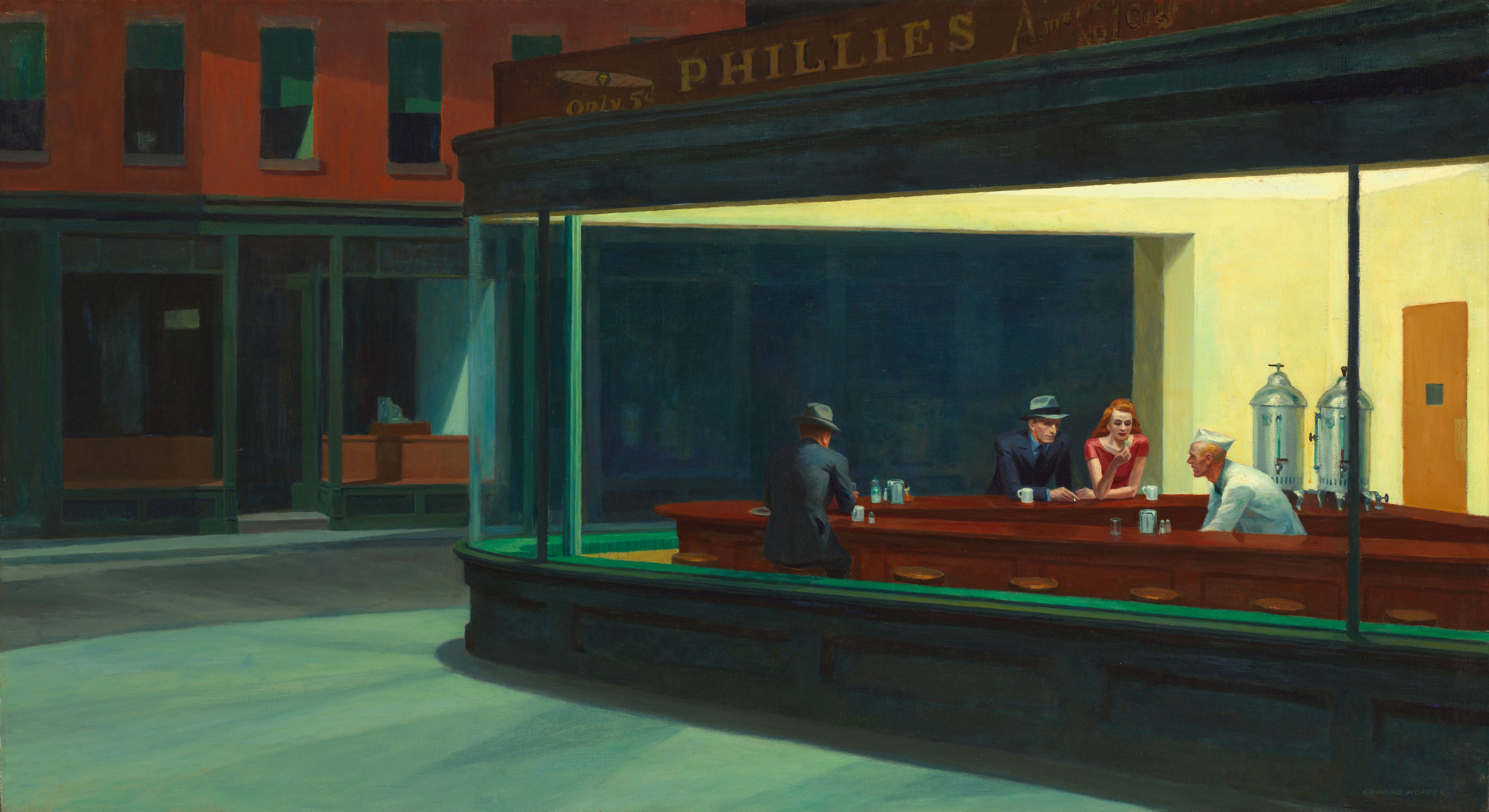
Edward Hopper, Nattugglor, (engelska: Nighthawks), 1942.